# Епархия Аньятуи
Епархия Аньятуи (лат. Dioecesis Anatuyanensis) — епархия Римско-католической церкви с центром в городе Аньятуя, Аргентина. Епархия Аньятуи входит в митрополию Тукумана. Кафедральным собором епархии Аньятуи является церковь Пресвятой Девы Марии Долины.

## История
10 апреля 1961 года Папа Римский Иоанн XXIII издал буллу «In Argentina», которой учредил епархию Аньятуи, выделив её из епархии Сантьяго-дель-Эстеро.

## Ординарии епархии
- епископ Хорхе Готтау C.SS.R.[1] (12.06.1961 — 21.12.1992);
- епископ Антонио Хуан Басеотто C.SS.R. (21.12.1992 — 8.11.2002);
- епископ Адольфо Армандо Уриона F.D.P. (4.03.2004 — 4.11.2014), назначен епископом Вилья-де-ла-Консепсьон-дель-Рио-Куарто;
- епископ Хосе Мелитон Чавес (17 октября 2015 — 25 мая 2021).